# Обсерваторія Баньйо
Обсерваторія Франсуа-Ксав'є Баньйо (фр. Observatoire François-Xavier Bagnoud) — астрономічна обсерваторія, розташована над селом Сен-Люк у кантоні Вале в Швейцарії, недалеко від вершини фунікулера, на висоті 2200 м. Це некомерційна організація, що фінансується Асоціацією Франсуа-Ксав'є Баньйо та названа на честь швейцарського пілота-рятувальника.
Обсерваторія працює від 1995 року. На відміну від більшості гірських обсерваторій, оснащених професійними інструментами, вона не призначена виключно для вчених, а відкрита для публіки. 2007 року обсерваторія брала участь у виявленні екзопланети Gliese 436b.

## Популяризація астрономії
Обсерваторія була створена для сприяння астрономічній освіті та залученню громадськості. Її приміщення доступні для шкіл, астрономів-аматорів та відвідувачів. Обсерваторія забезпечує практичне навчання та проводить астрономічні спостереження для громадськості вдень і вночі.

## Обладнання
Обсерваторія має телескопи з апертурами 60 см та 15 см, а також геліостат, метеостанцію, планетарій, та планетну стежку між обсерваторією та фунікулером.

## Відкриття
У 2007 році обсерваторія зробила внесок у відкриття екзопланети Gliese 436b, розташованої за 30 світлових років від Землі. За допомогою 60-сантиметрового телескопа астрономи обсерваторії виявили зменшення яскравості зорі, пов'язані з проходженнями планети між зорею і спостерігачем.